# Flandern-Rundfahrt 1992
Die Flandern-Rundfahrt 1992 war die 76. Austragung der Flandern-Rundfahrt, eines eintägigen Straßenradrennens. Es wurde am 5. April 1992 über eine Distanz von 260 km ausgetragen. Das Rennen wurde von Jacky Durand vor Thomas Wegmüller und Edwig Van Hooydonck gewonnen.
Bereits nach rund 45 Kilometer bildete sich einer vierköpfige Ausreißergruppe mit Patrick Roelandt, Herve Meyvisch, Thomas Wegmüller und Jacky Durand. Am Tiegemberg, nach rund 122 Kilometer, hatte das Quartett 24 Minuten Vorsprung vor dem restlichen Feld. Am letzten Berg dem Bosberg attackierte Durand und kam mit einem Vorsprung von 48 Sekunden vor Wegmüller ins Ziel. Platz 3 ersprintete sich der Vorjahres-Sieger Edwig Van Hooydonck vor Maurizio Fondriest.

## Teilnehmende Mannschaften
| Castorama Lotus-Festina Buckler Panasonic-Sportlife Lotto-Mavic-MBK | TVM-Sanyo GB-MG Boys Maglificio-Bianchi Gatorade-Chateau d’Ax Ariostea ONCE | Carrera Jeans-Tassoni Collstrop-Garden Wood PDM-Ultima-Concorde Z Motorola | Tulip Computers Mercatone Uno-Zucchini-Medeghini Helvetia-Commodore ZG Mobili-Selle Italia La William-Duvel | CLAS-Cajastur Assur Carpets-Willy Naessens-Euroclean Telekom-Merckx |

## Ergebnis
| Rang | Fahrer              | Team                   | Zeit       |
| ---- | ------------------- | ---------------------- | ---------- |
| 1    | Jacky Durand        | Castorama              | 6h 37' 19" |
| 2    | Thomas Wegmüller    | Festina-Lotus          | + 48"      |
| 3    | Edwig Van Hooydonck | Buckler–Colnago–Decca  | +1' 44"    |
| 4    | Maurizio Fondriest  | Panasonic-Sportlife    | gl. Zeit   |
| 5    | Frans Maassen       | Buckler–Colnago–Decca  | + 1' 57"   |
| 6    | Jelle Nijdam        | Buckler–Colnago–Decca  | gl. Zeit   |
| 7    | Marc Madiot         | Team Telekom           | gl. Zeit   |
| 8    | Jesper Skibby       | TVM-Sanyo              | gl. Zeit   |
| 9    | Franco Ballerini    | GB-MG Maglificio       | gl. Zeit   |
| 10   | Dirk De Wolf        | Gatorade–Chateaux d’Ax | gl. Zeit   |